# Barrage du Fourpéret
Le barrage  de Fourpéret est un barrage-poids sur le cours du Doubs à la limite des communes de Rochejean et de Labergement-Sainte-Marie dans le département du Doubs.

## Géographie
Le barrage est situé vers le milieu des gorges du Fourpéret en amont des cascades qui créent le dénivelé nécessaire.

## Histoire
C'est le 21 mars 1897 que se crée le Syndicat Intercommunal d’Électricité de Labergement-Sainte-Marie (SIEL) afin d’exploiter le potentiel hydroélectrique du Doubs pour fournir l’éclairage électrique aux communes adhérentes. En avril 1904, le SIEL adopte le projet de construction et d’aménagement d’une centrale hydroélectrique qui comprend, en outre, un barrage, une galerie d’amenée souterraine et une chambre d’équilibre. La construction de la centrale hydroélectrique est attribuée le 11 mai 1904 à l’entrepreneur bisontin Charles Séron. 

## Données techniques
Le barrage du Fourpéret a une hauteur de 9 mètres et une largeur de 35 mètres et il retient environ 100 000 m³ d'eau qui alimentent la centrale construite 800 mètres en aval en rive gauche.  L'eau est acheminée à la centrale par une galerie d'amenée creusée dans la roche de 720 mètres de long qui aboutit dans la chambre d’équilibre située au-dessus de la centrale, au bord de la route, puis par une conduite forcée créant un dénivelé brut de 27 mètres avant d'être turbinée au moyen de trois groupes turbine-alternateur. 
Un parc photovoltaïque (939 panneaux solaires sur une surface de 1689 m2) installé sur le site de la centrale depuis 2018 complète la production hydroélectrique.

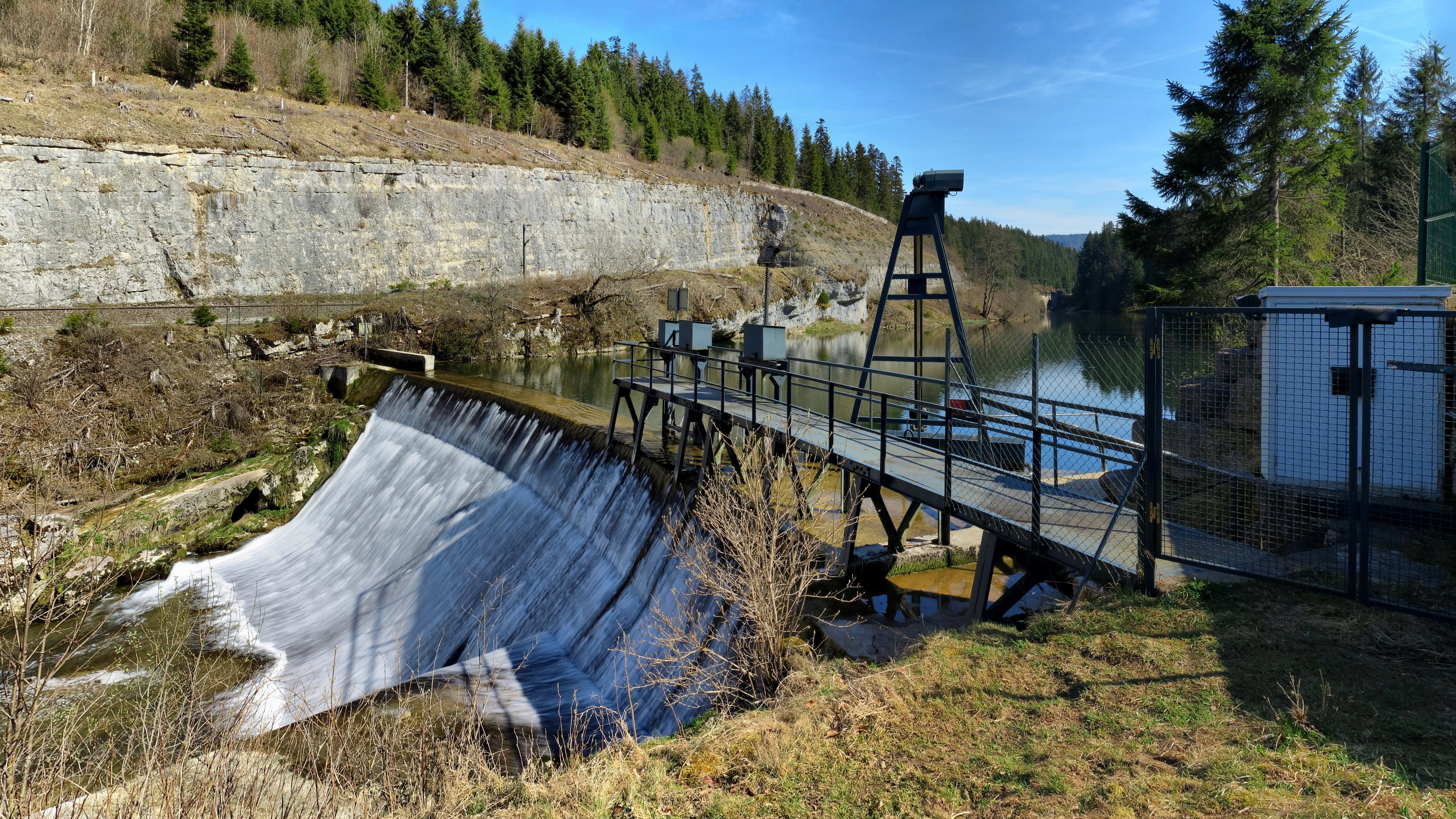
La prise d'eau.
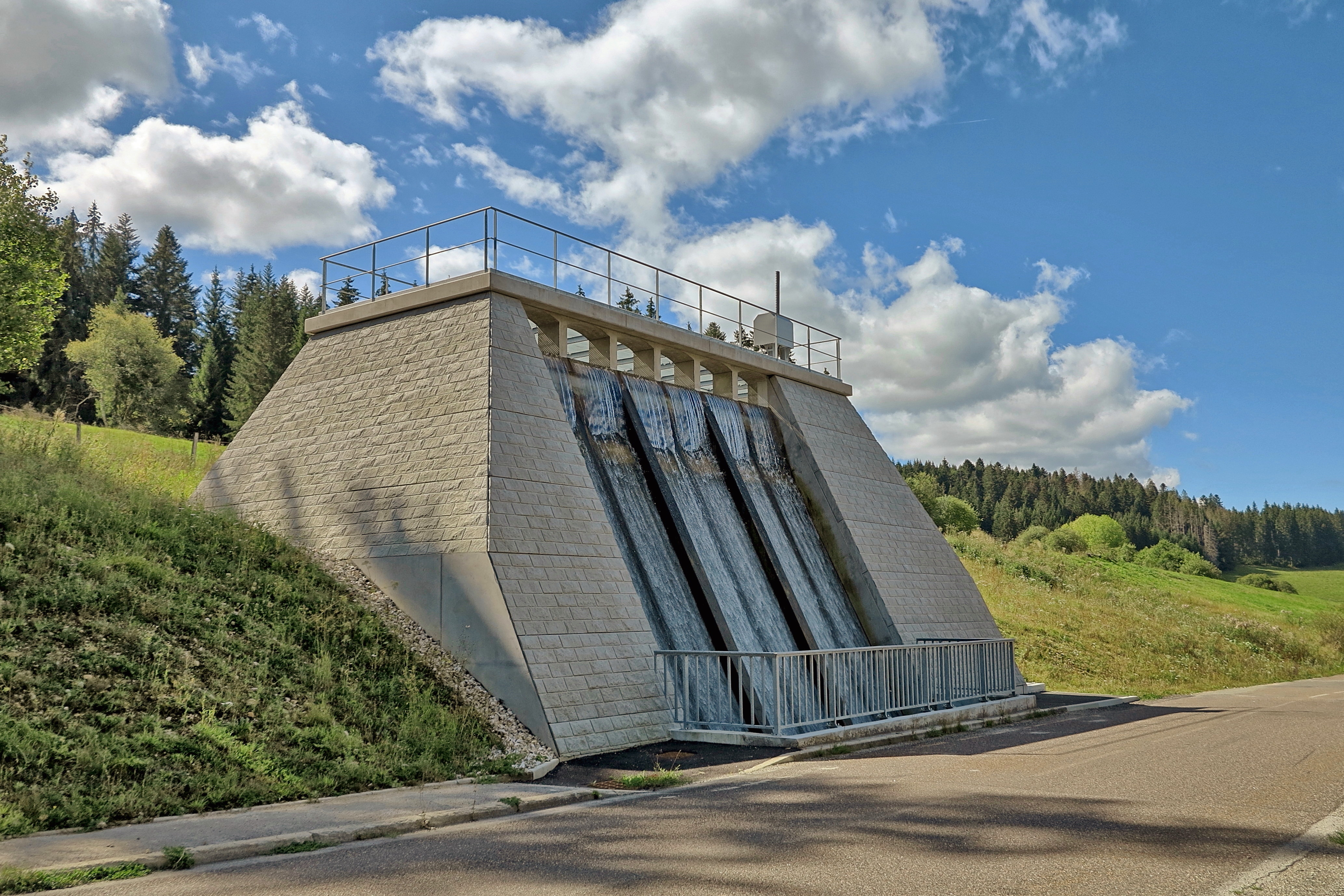
La chambre d'équilibre.
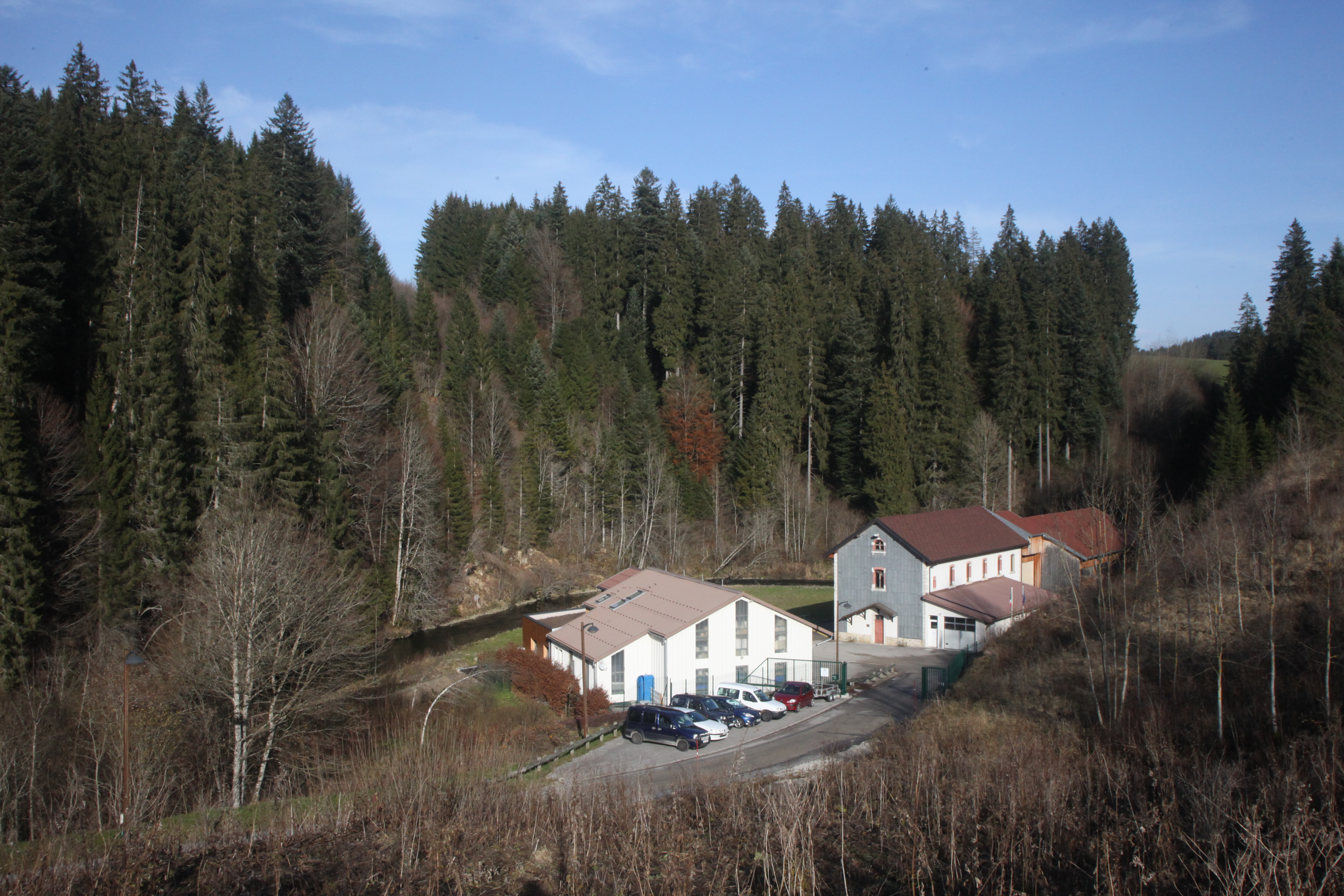
L'usine hydroélectrique.
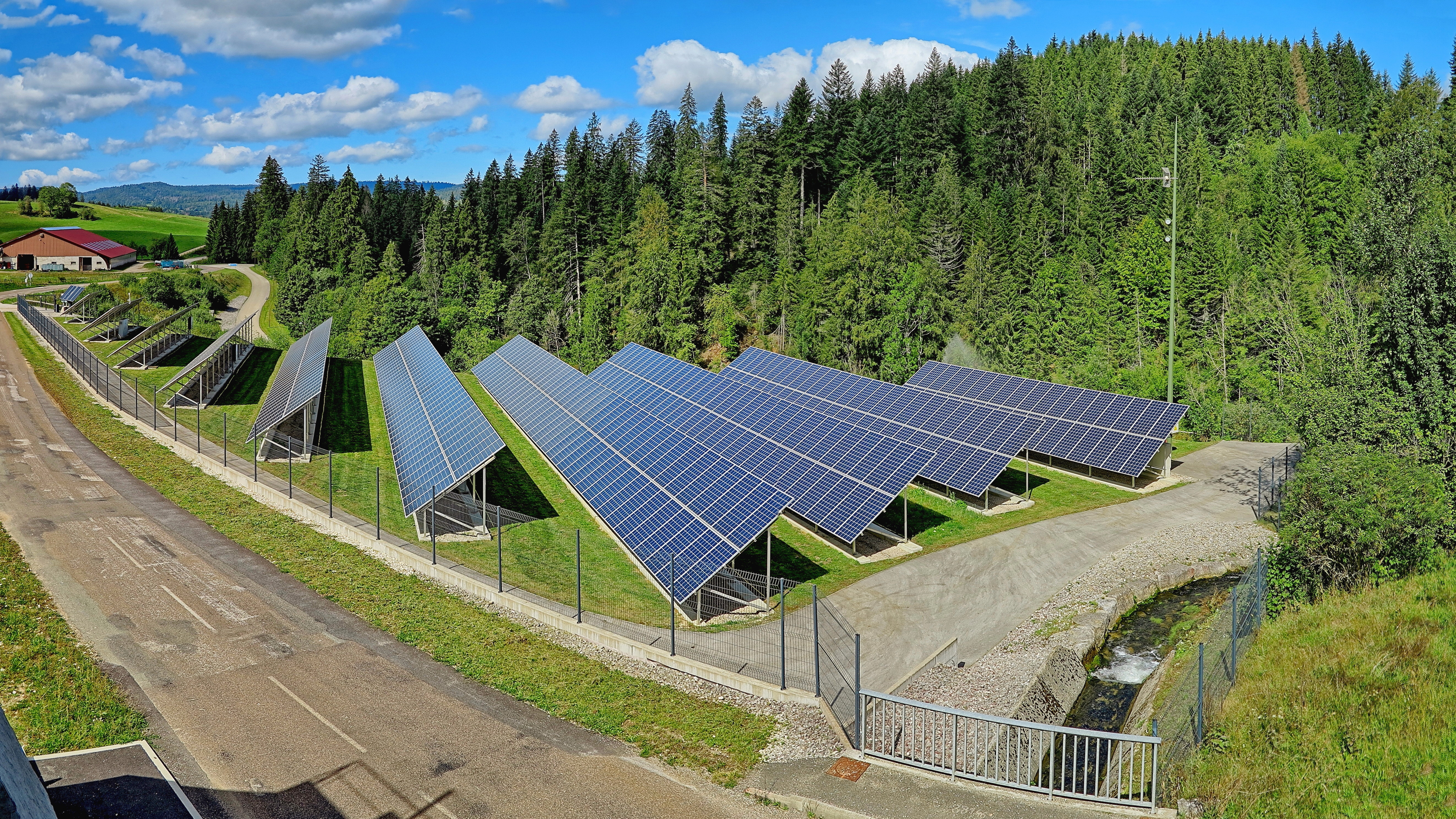
Le parc photovoltaïque.